# Jörg Lutz

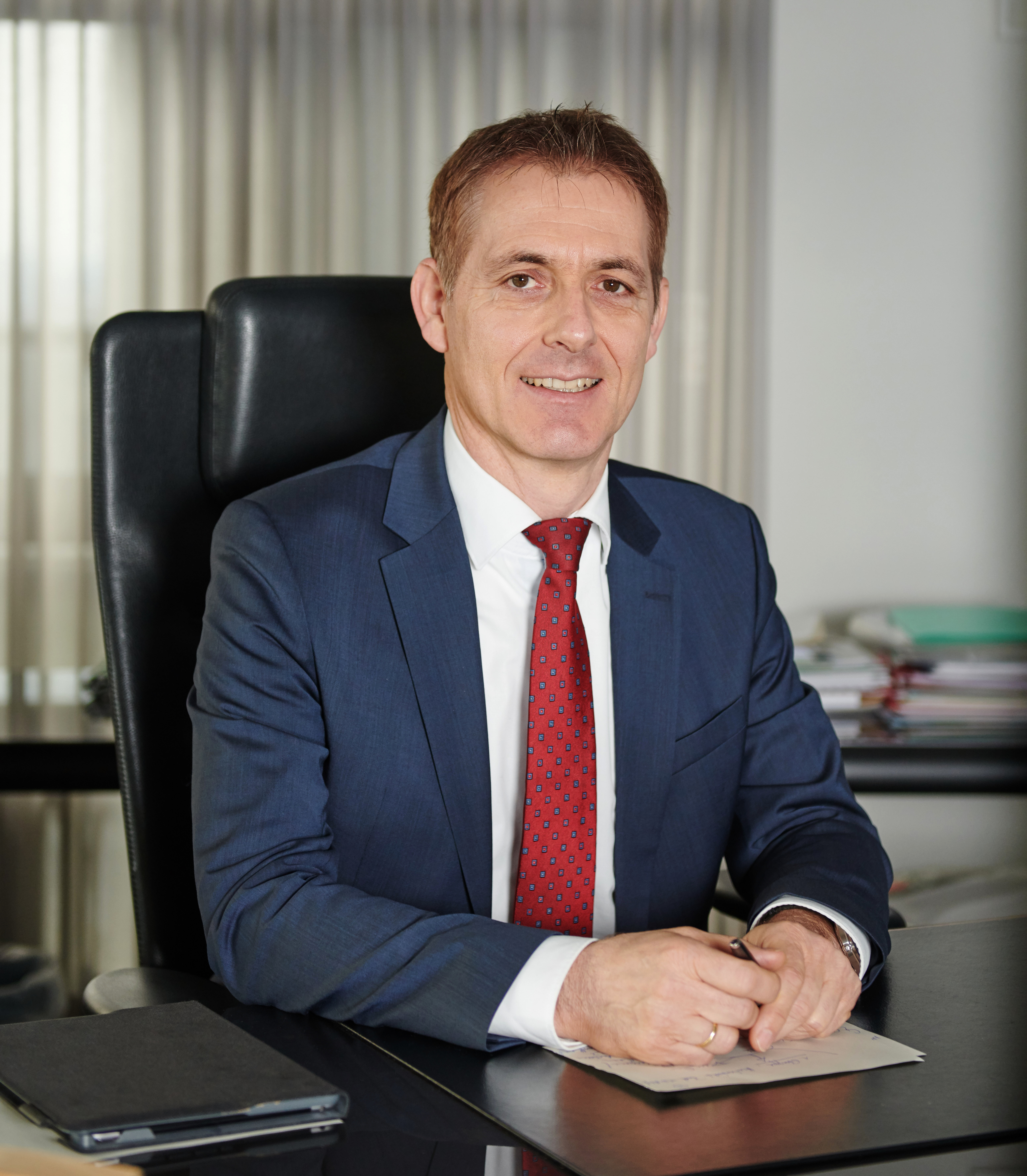
Jörg Lutz (2018)

Jörg Lutz (* 10. Mai 1963 in Calw) ist ein deutscher Jurist und parteiloser Kommunalpolitiker, der seit dem 1. Oktober 2014 Oberbürgermeister der Stadt Lörrach ist. Von 1999 bis 2014 war er Bürgermeister der Gemeinde Grenzach-Wyhlen.

## Leben

### Ausbildung
Nach dem Abitur 1982 am Albert-Schweitzer-Gymnasium Leonberg absolvierte Lutz von 1982 bis 1984 seinen Zivildienst im Kreiskrankenhaus in Leonberg. Von 1984 bis 1989 studierte er an der Albert-Ludwigs-Universität Freiburg Jura und machte leistete von 1990 bis 1992 sein Referendariat am Oberlandesgericht Stuttgart. Eine Auslandsstation führte ihn in ein Anwaltsbüro nach San Francisco.

### Werdegang und Bürgermeister von Grenzach-Wyhlen
In den Jahren 1993 bis 1995 war er Rechtsberater der Verwaltung und Kommunalaufsicht im Landratsamt Lörrach. Nach einer Auszeit infolge Elternzeit war er von 1996 bis 1999 Sozialdezernent des Landkreises Lörrach. 1999 wurde er zum Bürgermeister der Gemeinde Grenzach-Wyhlen gewählt und 2007 in diesem Amt bestätigt. 2009 wurde ihm die Theodor-Heuss-Medaille für vorbildlichen Bürgerdialog in der Umsetzung der lokalen Agenda 21 verliehen.

### Oberbürgermeister von Lörrach

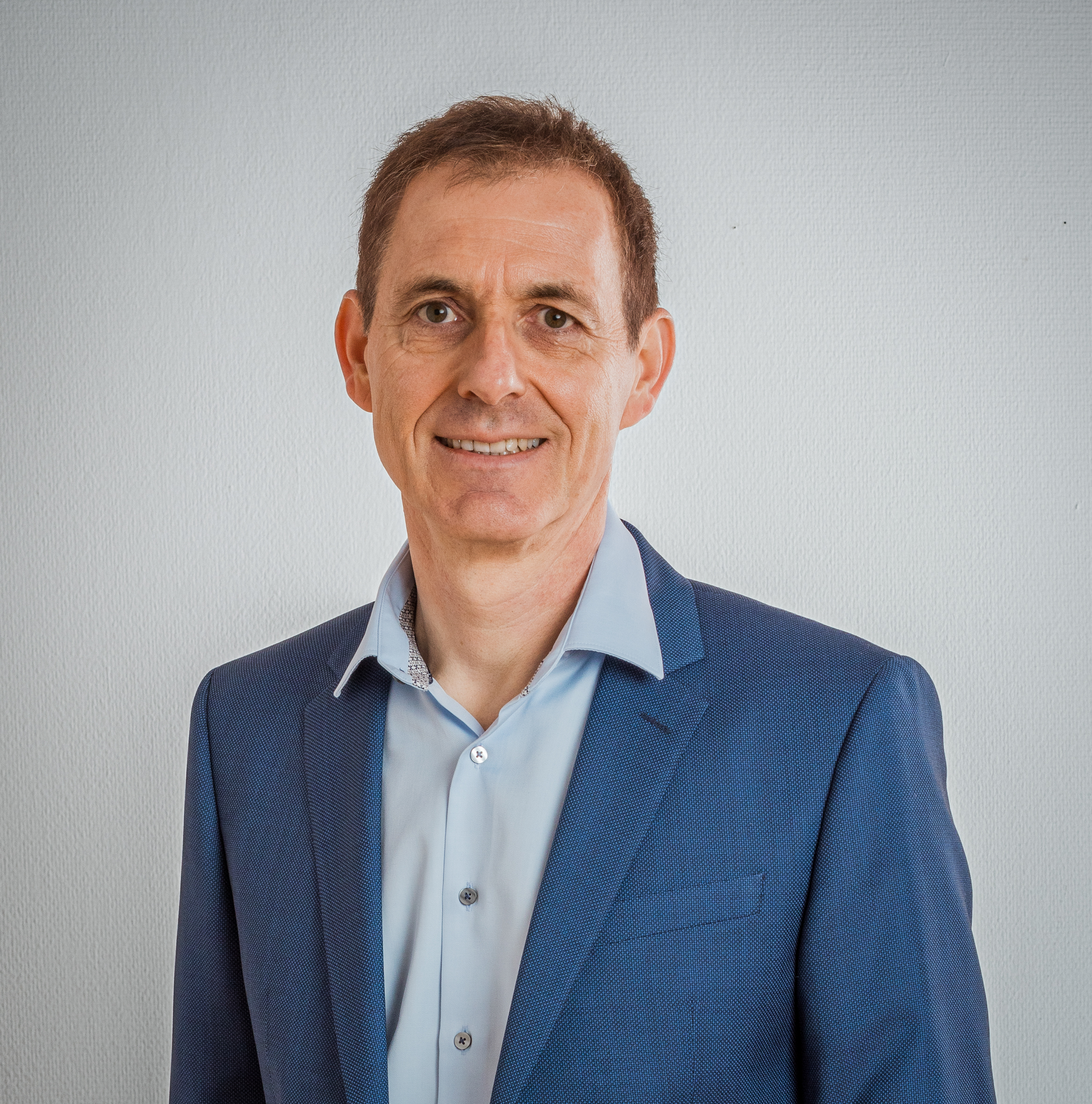
Jörg Lutz (2022)

Nachdem Anfang des Jahres 2014 die amtierende Lörracher Oberbürgermeisterin Gudrun Heute-Bluhm ihren Amtsrücktritt bekanntgab, stellte sich der von der Lörracher SPD unterstützte Lutz zusammen mit vier weiteren Kandidaten zur Wahl. Im ersten Wahlgang am 6. Juli 2014 erlangte Jörg Lutz 40,9 Prozent der Stimmen und lag damit im deutlichen Abstand zu seinen Mitbewerbern, dem amtierenden Bürgermeister Michael Wilke (32,2 Prozent), Ulrich Lusche (25,4 Prozent) sowie Jens Peters (0,8 Prozent) und Klaus Springer (0,6 Prozent). Im zweiten Wahlgang am 20. Juli 2014 setzte er sich mit 64,4 Prozent der Stimmen gegenüber Wilke mit 34,6 Prozent der Stimmen durch. Im Amt des Lörracher Oberbürgermeisters wurde er am 2. Oktober 2014 vereidigt; sein Amt trägt er offiziell seit dem 1. Oktober 2014. In dieser Amtszeit fiel die Planung und der Baubeginn des Zentralklinikums Lörrach.
Im Januar 2021 kündigte Lutz an, 2022 für eine weitere Amtszeit zu kandidieren. Die Wahl fand am 3. Juli 2022 statt; Lutz errang mit einem Wahlergebnis von 86,5 Prozent der Stimmen auf Anhieb die absolute Mehrheit. Die Wahlbeteiligung lag bei rund 20,3 Prozent.
Mit dem Plan vierzig Wohnungen der Wohnbau Lörrach für Geflüchtete aus der Ukraine umzuwandeln und die bisherigen Mieter zu kündigen, stand er im Februar 2023 bundesweit in der Kritik. Infolgedessen verteidigte Lutz, bei einer Pressekonferenz in Lörrach, seine Pläne.

### Privates
Jörg Lutz ist verheiratet, hat zwei Töchter und wohnt mit seiner Familie in Lörrach.

## Weitere Tätigkeiten und Engagements
- Aufsichtsratsvorsitzender der Wohnbau Lörrach
- Vorsitzender des Verwaltungsrats der Sparkasse Lörrach-Rheinfelden
- Mitglied im Kreistag des Landkreises Lörrach
- Mitglied im Vorstand des Trinationalen Eurodistricts Basel  (TEB)
- Mitglied im Hochschulrat der DHBW Lörrach
- Mitglied im Verwaltungsrat der kommunalen Datenverarbeitung Komm.ONE
- Ehrenamtlicher Richter beim Arbeitsgericht Lörrach
- Mitglied im Ausschuss "Mittlere Städte" des Deutschen Städtetags
- Präsident von Lörrach International
- Vorsitzender des Schülerforschungszentrums phaenovum e. V.
- Präsident der Stadtmusik Lörrach e. V.

## Ehrungen
- 2009: Theodor-Heuss-Medaille